# 고려대학교 총장 목록
이 문서는 역대 고려대학교 총장의 목록에 관한 내용이다.

## 보성학교(보성전문학교) 교장
| 역대   | 성명   | 재임 기간              | 비고      |
| ------ | ------ | ---------------------- | --------- |
| 제1대  | 신해영 | 1905년 4월~1907년 12월 | 초대 교장 |
| 제2대  | 유성준 | 1907년 12월~1908년 1월 |           |
| 제3대  | 신해영 | 1908년 2월~1909년 2월  |           |
| 제4대  | 정영택 | 1909년 2월~1910년 7월  |           |
| 제5대  | 윤익선 | 1911년 1월~1919년 8월  |           |
| 제6대  | 고원훈 | 1920년 3월~1923년 11월 |           |
| 제7대  | 허헌   | 1923년 11월~1924년 8월 |           |
| 제8대  | 유성준 | 1924년 12월~1925년 7월 |           |
| 제9대  | 박승빈 | 1925년 9월~1932년 6월  |           |
| 제10대 | 김성수 | 1932년 6월~1935년 5월  |           |
| 제11대 | 김용무 | 1935년 6월~1937년 5월  |           |
| 제12대 | 김성수 | 1937년 5월~1946년      |           |
| 제13대 | 현상윤 | 1946년 2월~1946년 8월  |           |

## 고려대학교 총장
| 역대     | 성명   | 재임 기간               | 비고 |
| -------- | ------ | ----------------------- | --- |
| 제1대    | 현상윤 | 1946년 8월~1950년 10월  | 고려대학교로 개칭한 뒤의 첫 총장 |
| 제2대    | 유진오 | 1952년 9월~1965년 10월  | |
| 제3대    | 유진오 | 1952년 9월~1965년 10월  | |
| 제4대    | 유진오 | 1952년 9월~1965년 10월  | |
| 제5대    | 이종우 | 1965년 10월~1970년 9월  | |
| 제6대    | 김상협 | 1970년 10월~1975년 4월  | |
| 제7대    | 차락훈 | 1975년 6월~1977년 6월   | |
| 제8대    | 김상협 | 1977년 8월~1982년 6월   | |
| 제9대    | 김준엽 | 1982년 7월~1985년 2월   | |
| 제10대   | 이준범 | 1985년 3월~1989년 7월   | |
| 제11대   | 이준범 | 1985년 3월~1989년 7월   | |
| 제12대   | 김희집 | 1990년 6월~1994년 6월   | |
| 제13대   | 홍일식 | 1994년 6월~1998년 6월   | |
| 제14대   | 김정배 | 1998년 6월 ~ 2002년 6월 | 임기가 끝난 후에 재단 내부적으로 연임이 결정되었으나 이에 대한 학내 구성원들의 반발로 자진 사퇴했음. 퇴진 후에는 고구려연구재단 이사장, 한국학중앙연구원 원장 등을 역임 |
| 총장서리 | 한승주 | 2002년 6월~2003년 2월   | 전 주미대사 |
| 제15대   | 어윤대 | 2003년 2월~2006년 12월  | 김정배 총장 문제 이후 교수 선출제로 뽑힌 첫 총장. 임기가 끝난 뒤에 재출마했으나 낙선됨. 이명박 정부에서 국가브랜드위원회 준비위원장으로 내정.                           |
| 제16대   | 이필상 | 2006년 12월~2007년 2월  | 논문 문제로 중도 사퇴 |
| 총장서리 | 한승주 | 2007년 3월~2008년 1월   | |
| 제17대   | 이기수 | 2008년 2월~2011년 2월   | |
| 제18대   | 김병철 | 2011년 3월~2015년 3월   | |
| 제19대   | 염재호 | 2015년 3월~2019년 2월   | |
| 제20대   | 정진택 | 2019년 3월~2023년 2월   | |
| 제21대   | 김동원 | 2023년 3월~현재         | |